# راجر آدامز
راجر آدامز (به انگلیسی: Roger Adams) (زاده ۲ ژانویه ۱۸۸۹ - درگذشته ۶ ژوئیه ۱۹۷۱) شیمیدان آمریکایی و رئیس بخش شیمی در دانشگاه ایلینوی در اربانا-شمپین از ۱۹۲۶–۱۹۵۴ بود.

## زندگی‌نامه
آدامز در در خانوده‌ای مرفه در جنوب بوستون زاده شد. خانواده او در سال ۱۹۰۰ به کمبریج نقل مکان کردند.
در سال ۱۹۰۵ وارد دانشگاه هارواد شد و در سال ۱۹۰۹ در رشته شیمی فارغ‌التحصیل شد.